# ميك أندروود
ميك أندروود (بالإنجليزية: Mick Underwood)‏ هو موسيقي بريطاني، ولد في 5 سبتمبر 1945 في ميدلسكس في المملكة المتحدة.

## وصلات خارجية
- ميك أندروود على موقع IMDb (الإنجليزية)
- ميك أندروود على موقع ميوزك برينز (الإنجليزية)
- ميك أندروود على موقع ميوزك برينز (الإنجليزية)
- ميك أندروود على موقع ديسكوغز (الإنجليزية)